# Yan Wengui

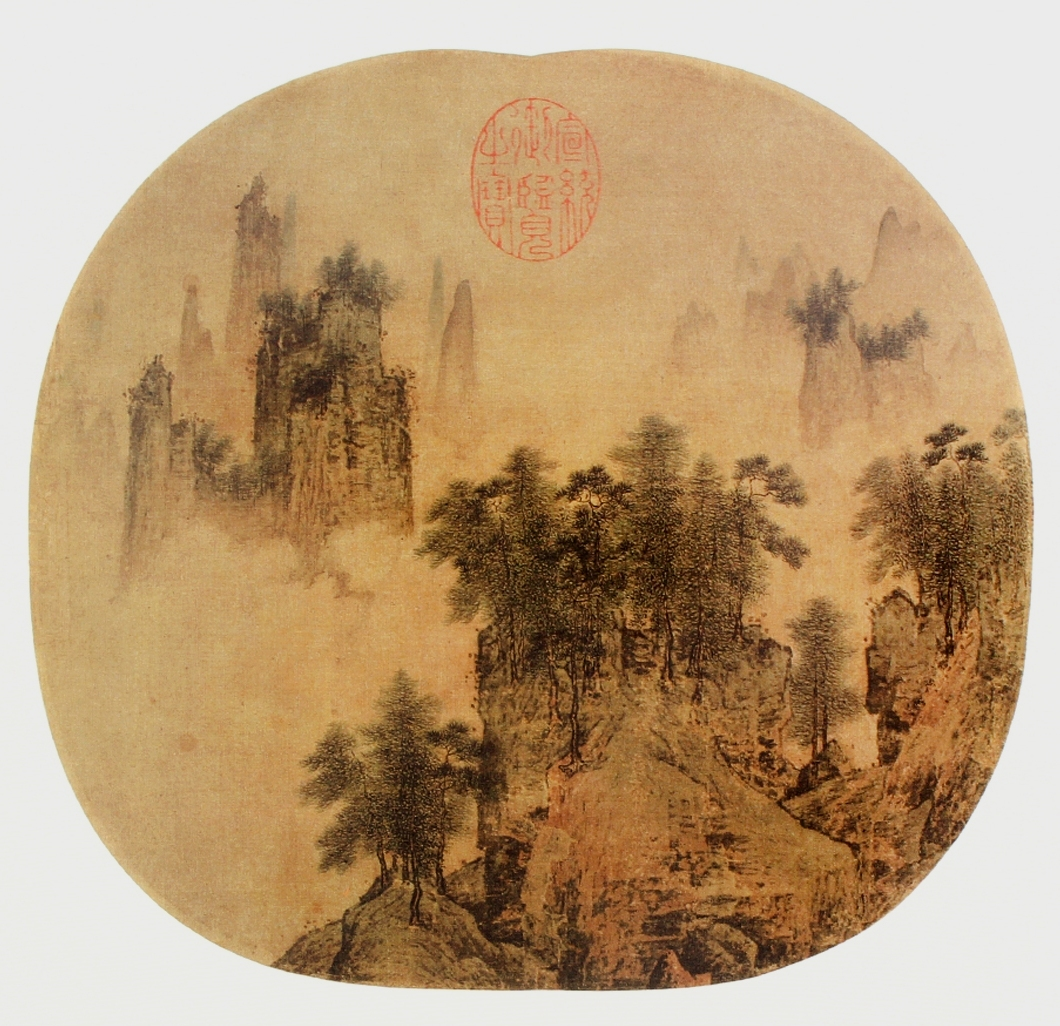
Vreemde bergtoppen en talloze bomen, beschilderde waaier gemonteerd op albumblad, collectie Nationaal Paleismuseum

Yan Wengui (燕文貴; 967–1044) was een Chinees kunstschilder uit de Song-periode. Hij was in zijn tijd een van de belangrijkste vertegenwoordigers van de noordelijke landschapsstijl.

## Biografie
Yan was een inwoner van Wuxing in de provincie Zhejiang. Toen hij soldaat was, reisde hij tijdens het bewind van keizer Song Taizong (976–997) per boot naar de hoofdstad Kaifeng. Hier werd hij aan de keizer aanbevolen door een zekere Gao Yi, waarop hij toetrad tot de prestigieuze Hanlin-academie in Peking. Yan hielp onder andere mee aan de fresco's voor de Xiangguo-tempel en de Yuqing Zhaoying-abdij. Tijdens de regering van keizer Song Zhenzong (997-1022) werd hij gepromoveerd tot daizhao, oftewel een schilder in opleiding. Later was hij de leraar van Qu Ding (ca. 1023–ca. 1056).

## Werk
Yan stond bekend om zijn shan shui-landschappen die hij bevolkte met gebouwen, schepen en andere vervoermiddelen en bekend stonden als 'Yans gezichten' (燕家景 致; pinyin: Yàn jiā jǐngzhì). Yans schilderkunst en de monumentale landschapsstijl van Fan Kuan (ca. 960–1030) waren de belangrijkste scholen in de noordelijke landschapsstijl sinds Guan Tong (10e eeuw) en Li Cheng (919–967).
- Bibliothèque nationale de France: cb14584131r (data)
- International Standard Name Identifier: 0000 0000 6308 5460
- Library of Congress Control Number: n88669384
- Nationale Bibliotheek van Tsjechië: jn20030331004
- Nationale bibliotheek van Australië: 36665092
- Trove: 1376971
- Virtual International Authority File: 5177179
- WorldCat: E39PBJkp36BwRd6PjhCpPG34v3